# Yixianosaurus longimanus
Yixianosaurus longimanus es la única especie conocida del género extinto Yixianosaurus ("lagarto de Yixian") de dinosaurio terópodo manirraptor, que vivió a mediados del período Cretácico, hace 122 millones de años durante el Aptiense, en lo que hoy es Asia. 

## Descripción

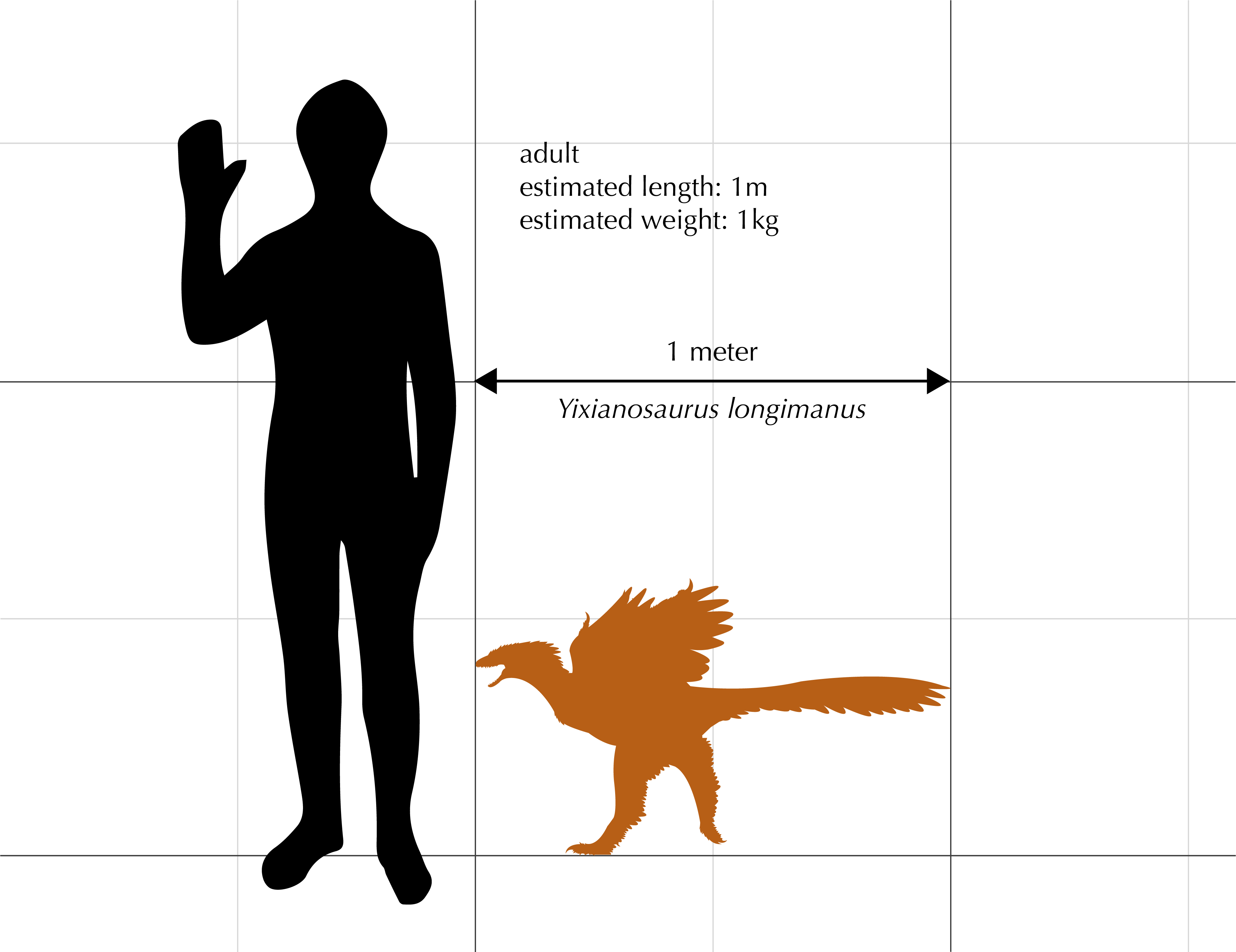
Comparación de tamaño.

Yixianosaurus es conocido solo a partir de su espécimen holotipo IVPP V12638, el cual probablemente proviene del Lecho Dawangzhangzi, que data de principios de la época Aptiense, hace 122 millones de años. Se trata de un fósil comprimido, del que se observa su lado posterior y está preservado en una sola losa de piedra que ha sido cortada en varias piezas. Consiste en una cintura escapular junto con los brazos fosilizados completos y plumas fosilizadas, además de algunas costillas y la gastralia. Yixianosaurus tenía manos muy grandes, con 140% de la longitud del húmero, el cual alcanzaba los 89 milímetros de largo. El segundo dedo es el más largo. Los dedos poseen garras grandes y recurvadas. Las plumas no están lo suficientemente bien preservadas como para mostrar estructuras específicas, pero parecen ser similares a las plumas de contorno de algunas de las aves de la Formación Yixian. Las enormes manos pueden haberle servido para capturar a sus presas o ayudado a trepar. Se estima que longitud corporal de su cuerpo sería de un metro, y con un peso de cerca de 1 kilogramo. Xu et al. (2013) sugirieron que la presencia de grandes plumas penáceas en partes de la extremidad delantera apoyan la idea de que Yixianosaurus estaba adaptado para una locomoción aérea limitada.

## Descubrimiento e investigación

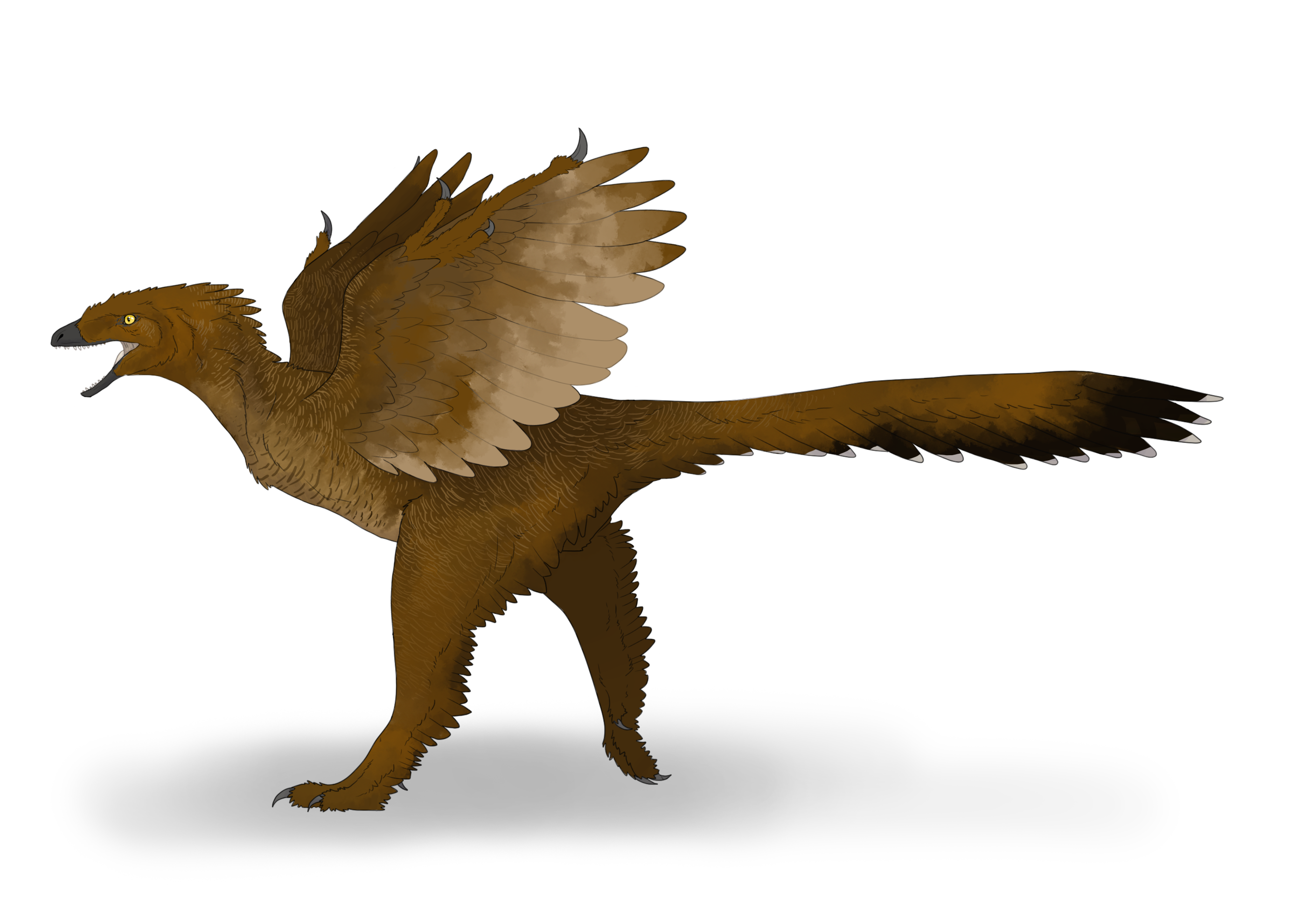
Reconstrucción de Yixianosaurus longimanus como un anquiornítido basado en IVPP V12638 y fósiles de relativos cercanos

La especie tipo, Yixianosaurus longimanus, fue nombrada y descrita formalmente por Xu Xing y Wang Xiaolin en 2003. Su esqueleto parcial fue descubierto en 2001 en Liaoning en Wangjiagou, al noreste de China. El nombre del género se refiere a la Formación Yixian. El nombre de la especie significa "mano larga" del latín longus, "largo" y manus, "mano".

## Clasificación
Los descriptores consideraron que la clasificación precisa de Yixianosaurus dentro de Maniraptora sería incierta, pero ya que se parece a otros dinosaurios emplumados como Epidendrosaurus (ahora Scansoriopteryx), ellos sugirieron que sería un pariente cercano de la familia Scansoriopterygidae. Otros investigadores han sugerido que el espécimen puede haber sido un dromeosáurido. Los análisis posteriores estaban divididos en cuanto a si era primitivo y se hallaba por fuera del clado Eumaniraptora – esto significaría que sus características avanzadas tales como las manos largas y los brazos cortos evolucionaron de manera independiente en esta especie – o si por el contrario era un miembro basal del avanzado grupo Paraves. Una revaluación de 2017 del espécimen de Archaeopteryx de Harlem llevó a determinar que era un anquiornítido llamado Ostromia, mientras que se determinó que Yixianosaurus sería el paraviano más basal. Sin embargo, dos otros estudios publicados durante el mismo año afirmaron que Yixianosaurus estaba más cercanamente relacionado con Xiaotingia, siendo ambos géneros parientes cercanos de los escansoriopterígidos o serían anquiornítidos.